# Futebolista sul-americano do ano de 2012

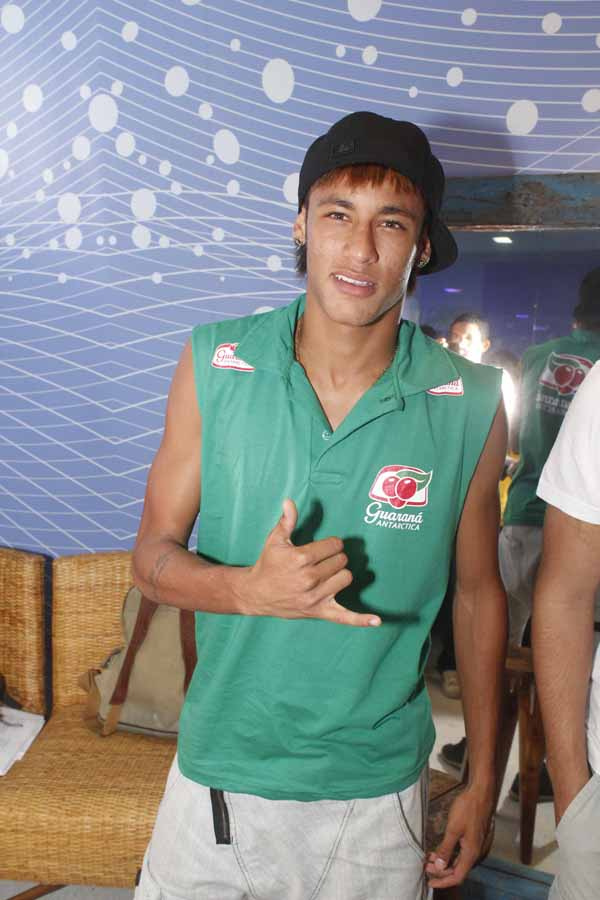
Neymar, o "Rei da América" de 2012.

O prêmio de futebolista sul-americano do ano de 2012, conhecido também por Rei da América, é concedido ao melhor jogador de futebol atuando na América do Sul no ano. É dado pelo jornal uruguaio El País através de uma votação de jornalistas de todo o continente. Foi concedido ao brasileiro Neymar, do Santos, em 31 de dezembro de 2012.
Neymar se tornou o primeiro jogador desde Juan Sebastián Verón, a ganhar o prêmio por dois anos seguidos.

## Finalistas
| Posição | Jogador        | Nacionalidade | Clube       | Votos |
| ------- | -------------- | ------------- | ----------- | ----- |
| 1°      | Neymar         | Brasil        | Santos      | 199   |
| 2°      | Paolo Guerrero | Peru          | Corinthians | 50    |
| 3°      | Lucas Moura    | Brasil        | São Paulo   | 21    |